# Жионж
Жионж (фр. Gionges) насеље је и општина у североисточној Француској у региону Шампањ-Арден, у департману Марна која припада префектури Еперне.
По подацима из 2011. године у општини је живело 183 становника, а густина насељености је износила 17,02 становника/km². Општина се простире на површини од 10,75 km². Налази се на средњој надморској висини од 207 метара.

## Демографија
| 1962. | 1968. | 1975. | 1982. | 1990. | 1999. | 2011. |
| ----- | ----- | ----- | ----- | ----- | ----- | ----- |
| 77    | 81    | 86    | 103   | 126   | 129   | 183   |

График промене броја становника у току последњих година